# Патрик Рафтер
Патрик „Пет” Мајкл Рафтер (енгл. Patrick „Pat” Michael Rafter, 28. децембар 1972) бивши је аустралијски тенисер. Током каријере два пута је победио на Ју-Ес опену и два пута је поражен у финалу Вимблдона, такође је био и на првом месту АТП листе. Први је тенисер у опен ери који је успео да освоји турнире у Торонту, Синсинатију и Ју-Ес опен у истој години.

## Каријера

### 1990-е
Патрик Рафтер је постао професионалац 1991. а прву титулу у синглу је освојио 1994. у Манчестеру. До 1997. то је била једина АТП титула коју је освојио.
Пробој ка врху је направио 1997. године. Те године је на Ролан гаросу стигао до полуфинала, где је поражен од Сержи Бругере. Исте године Ју-Ес опену је победио Андреа Агасија и Мајкла Ченга а у финалу је био бољи против Грега Руседског. Сезону 1997. је завршио на другом месту АТП листе, иза Пита Сампраса.
Током 1998. је такође остварио добре резултате. Поново је победио у Торонту и Синсинатију, а поред тога победио је и на турниру на Лонг Ајленду, који претходи Ју-Ес опену. У полуфиналу Ју-Ес опена победио је Сампраса у пет сетова, док је у финалу био бољи од свог сународника Марка Филипусиса. Током 1998. освојио је укупно шест турнира а сезону је завршио на четвртом месту.
Наредне године је стигао до полуфинала Вимблдона где је поражен од Агасија, међутим након овог турнира доспео је до првог места АТП листе. На првом месту се задржао само недељу дана, што је најкраће време које је неки тенисер провео на тој позицији. Због проблема са раменом Рафтер је у првом колу Ју-Ес опена морао да преда меч Седрику Пиолину у петом сету. Исте године победио је у дублу на Отвореном првенству Аустралије са Јонасом Бјеркманом, чиме је постао један од неколицине тенисера у опен ери који је успео да током каријере освоји гренд слем титулу у синглу и дублу.

### 2000-е
У своје прво финале Вимблдона пласирао се 2000. године. На путу до финала победио је Андреа Агасија у полуфиналу резултатом 7–5, 4–6, 7–5, 4–6, 6–3. Овај меч се сматра за један од најбољих у историји због различитих стилова игре ова два тенисера.
У финалу је поражен од Пита Сампраса резултатом 3–1 у сетовима.
Следеће године је стигао до полуфинала Аустралијан опена где је поражен од Андреа Агасија у пет сетова. Исте године поново је у полуфиналу Вимблдона играо против Агасија кога је победио резултатом 2–6, 6–3, 3–6, 6–2, 8–6. У финалу се сусрео са Гораном Иванишевићем и изгубио меч у пет сетова.
Са репрезентацијом Аустралије освојио је Дејвис куп 1999. године
На крају сезоне 2002. повукао се из професионалног тениса.

## Приватни живот
Рафтер је рођен у Маунт Ајзи у Квинсленду као седмо од деветоро деце. Тенис је почео да игра као петогодишњак са оцем и три старија брата. У априлу 2004. венчао се са Ларом Фелтхам са којом има двоје деце, сина Џошуу и ћерку Индију.

## Гренд слем финала

### Појединачно (4)
| Исход     | Година | Турнир     | Подлога | Противник        | Резултат                       |
| --------- | ------ | ---------- | ------- | ---------------- | ------------------------------ |
| Победник  | 1997.  | Ју-Ес опен | бетон   | Грег Руседски    | 6–3, 6–2, 4–6, 7–5             |
| Победник  | 1998.  | Ју-Ес опен | бетон   | Марк Филипусис   | 6–3, 3–6, 6–2, 6–0             |
| Финалиста | 2000.  | Вимблдон   | трава   | Пит Сампрас      | 7–6(12–10), 6–7(5–7), 4–6, 2–6 |
| Финалиста | 2001.  | Вимблдон   | трава   | Горан Иванишевић | 3-6,6-3,3-6,6-2,7-9            |

### Парови (1)
| Исход    | Година | Турнир           | Подлога | Партнер        | Противници                | Резултат                       |
| -------- | ------ | ---------------- | ------- | -------------- | ------------------------- | ------------------------------ |
| Победник | 1999   | Аустралијан опен | бетон   | Јонас Бјеркман | Махеш Бупати Леандер Паес | 6–3, 4–6, 6–4, 6–7(10–12), 6–4 |

### Појединачно: 6 (2 титуле, 4 финала)
| Исход     | Година | Турнир    | Подлога | Противник       | Резултат           |
| --------- | ------ | --------- | ------- | --------------- | ------------------ |
| Победник  | 1998.  | Торонто   | бетон   | Рихард Крајичек | 7–6(7–3), 6–4      |
| Победник  | 1998.  | Синсинати | бетон   | Пит Сампрас     | 1–6, 7–6(7–2), 6–4 |
| Финалиста | 1999.  | Рим       | шљака   | Густаво Киртен  | 6–4, 7–5, 7–6(8–6) |
| Финалиста | 1999.  | Синсинати | бетон   | Пит Сампрас     | 7–6(9–7), 6–3      |
| Финалиста | 2001.  | Монтреал  | бетон   | Андреј Павел    | 7–6(7–3), 2–6, 6–3 |
| Финалиста | 2001.  | Синсинати | бетон   | Густаво Киртен  | 6–1, 6–3           |